# カスパー・ヴォルフ

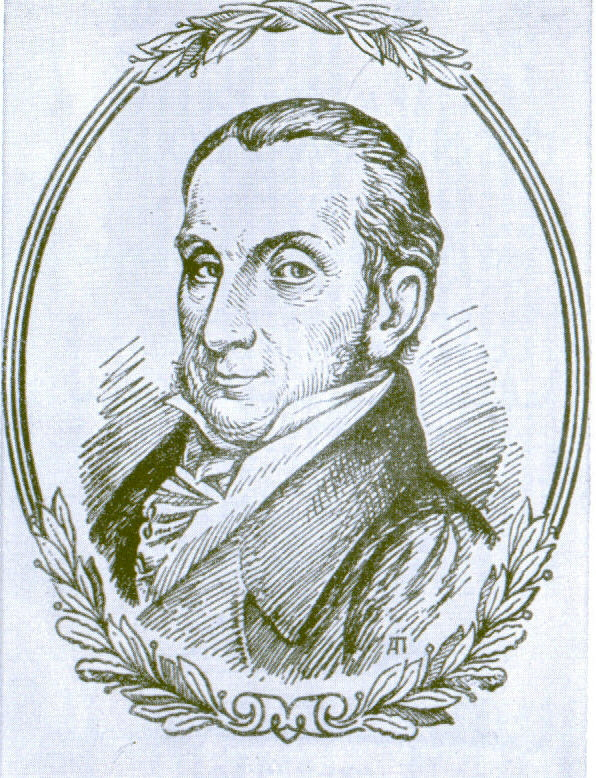
Caspar Friedrich Wolff

カスパー・ヴォルフ（Caspar Friedrich Wolff、1733年1月18日 – 1794年2月22日）はドイツの生理学者で発生学の創始者の1人である。

## 生涯
ブランデンブルクのベルリンに生まれ、1759年にハレ大学で学位を取得した。1759年に発表した『発生論』"Theoria generationis"では植物、動物の発生を論じて、当時主流であった各器官が予め存在するとする前成説に対して、各器官は発生の過程で形成されるとする後成説を提唱した。ヴォルフの説はすぐに認められることはなく、アルブレヒト・フォン・ハラーらから厳しい批判を受けた。七年戦争が始まると、プロイセン陸軍の軍医として従軍し、その後、厳しい研究生活を送った。1767年、数学者のレオンハルト・オイラーの推薦で、サンクトペテルブルク科学アカデミー（現在のロシア科学アカデミー）の解剖学の部長となり、1794年サンクトペテルブルクで没した。後成説が世に広まったのは、1821年にメッケルがその重要性を見抜きカール・エルンスト・フォン・ベーアにドイツ語に翻訳させてからである。

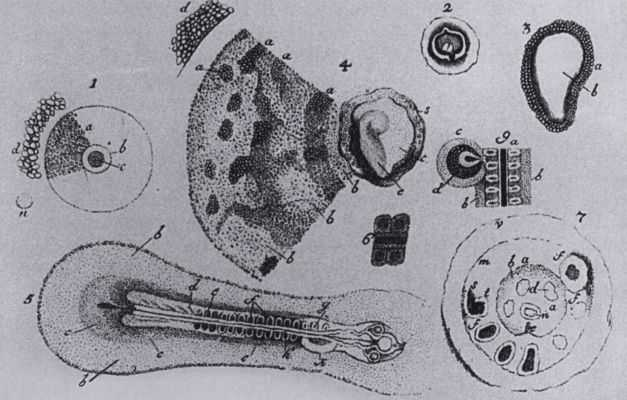
ニワトリの発生の図

著書には、1768年に発表したニワトリなどの動物の後成的発生過程を実証的に示した『腸の形成について』（De formatione intestinorum）がある。発生学は、クリスティアン・パンダー、カール・フォン・ベーアにより発展させられることになった。ヴォルフが発見したヴォルフ管、ヴォルフ嚢胞にその名前が残されている。

## 著書
- Theoria generationis, Halle 1759 (deutsche Übersetzung: Ostwalds Klassiker der exakten Wissenschaften Band 84/85, Leipzig 1896, Nachdruck 1999)
- Theorie von der Generation, in zwei Abhandlungen erklärt und bewiesen, Berlin 1764
- De formatione intestinorum, Sankt Petersburg 1769
- De leone observationes anatomicae, Sankt Petersburg 1771
- Von der eigentümlichen und wesentlichen Kraft der vegetablischen sowohl, als auch der animalischen Substanz, als Erläuterung zu zwo Preisschriften über die Nutritionskraft, Sankt Petersburg 1789
- Explicatio tabularum anatomicarum VII, VIII et IX,, Sankt Petersburg 1801
- Über die Bildung des Darmkanals in bebrüteten Hühnchen, Halle 1812